# Mira Sorvino
Pour les articles homonymes, voir Sorvino.
Mira Sorvino, née le 28 septembre 1967 à Tenafly (New Jersey), est une actrice et productrice américaine.
Elle est la fille de l'acteur Paul Sorvino.
Elle s'est fait connaître avec son rôle dans Maudite Aphrodite, de Woody Allen (1995), qui lui a permis de remporter l'Oscar et le Golden Globe dans la catégorie meilleure actrice dans un second rôle.
Elle est également connue pour ses rôles dans les films Romy et Michelle, 10 ans après (1997), Mimic (1997), Un tueur pour cible (1998), Summer of Sam (1999), WiseGirls (2002), Like Dandelion Dust (en) (2009) et plus récemment Badland.
Elle a reçu une nomination aux Golden Globes et Emmy Awards pour son rôle dans Norma Jean and Marilyn (1996), et une nomination aux Golden Globes pour son rôle dans Trafic d'innocence (2005).

## Biographie

### Jeunesse et formation
Mira Katherine Sorvino est née à Tenafly (New Jersey) en banlieue de New York. Elle est la fille de Lorraine Davis, une thérapeute spécialiste de la maladie d'Alzheimer, et de l'acteur Paul Sorvino (1939 - 2022). Elle a un frère, Michael, et une sœur, Amanda.
Son père ne voulait pas que ses enfants deviennent acteurs. Cependant, Mira a joué avec son amie d'enfance, Hope Davis, dans des productions théâtrales de la Dwight-Englewood School ainsi qu'à l'université Harvard où elle a obtenu une mention honorifique en études est-asiatiques. Sa thèse portait sur le sentiment anti-africain en Chine.
Après ses études, Mira passe trois années à New York où elle tente de se faire un nom comme actrice. Elle joue dans quelques épisodes de la série Swans Crossing, racontant le quotidien d'adolescents provinciaux riches et beaux.
Son premier film est le thriller indépendant Amongst Friends, où elle tient un petit rôle. Lorsqu'il entre en pré-production en 1993, elle est embauchée comme troisième assistante réalisatrice, puis comme directrice de casting avant de se voir offrir un rôle de premier plan. Ce rôle a commencé à lui ouvrir les portes du monde du cinéma.

### Révélation et consécration (années 1990)

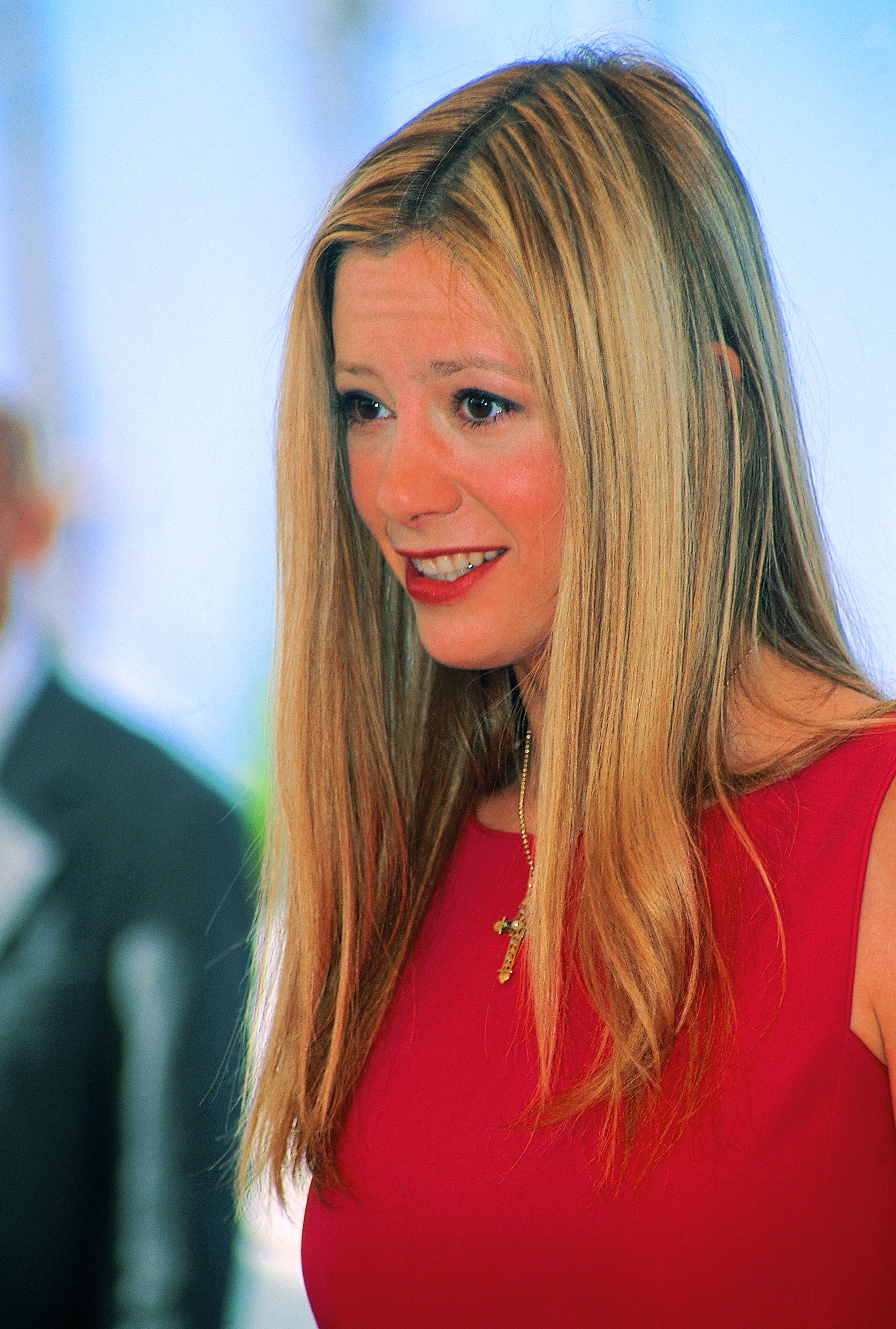
L'actrice au Festival de Cannes 2000, où elle est membre du jury récompensant les meilleurs courts-métrages.

L'année de sortie de Amongst Friends, elle tient aussi le premier rôle féminin du film d'action New York cop - Mission infiltration, réalisé par le Japonais Tōru Murakawa.
En 1994, elle joue dans trois projets : elle fait partie du quatuor de jeunes adultes héros de Barcelona, de Whit Stillman ; puis elle participe au téléfilm choral Parallel Lives. Mais surtout, elle se fait remarquer au sein de la large distribution du biopic Quiz Show, réalisé par Robert Redford.
Woody Allen lui confie alors le rôle central de la comédie noire Maudite Aphrodite, où elle joue une prostituée. Sa performance lui vaut un Oscar de la meilleure actrice dans un second rôle. L'année de sortie du film, deux autres projets dont elle est tête d'affiche passent inaperçus : le mélodrame Tarantella ainsi que le thriller Sweet Nothing, avec Michael Imperioli.
La voici propulsée actrice de premier plan : en 1996, sortent cependant des films tournés avant la remise de l'Oscar : elle donne d'abord la réplique à Matt Dillon, tête d'affiche du film initiatique Beautiful Girls, de Ted Demme, qui est salué par la critique ; elle joue aussi dans deux téléfilms : Jake's Women, avec Alan Alda dans le rôle-titre, et surtout le biopic Norma Jean et Marilyn, où elle incarne Marilyn Monroe.
C'est en  1997 qu'elle capitalise sur sa récompense : elle partage l'affiche de la comédie Romy et Michelle, 10 ans après avec Lisa Kudrow, puis est surtout propulsée héroïne d'action dans le thriller fantastique Mimic, mis en scène par Guillermo del Toro.
L'année 1998 est diversifié : elle tient le premier rôle féminin du thriller d'action Un tueur pour cible, réalisé par Antoine Fuqua, et porté par Chow Yun-fat ; puis reste fidèle aux acteurs asiatiques en donnant la réplique à Takeshi Kaneshiro dans le drame fantastique Too Tired to Die ; puis donne la réplique à Harvey Keitel dans le biopic  Lulu on the Bridge, écrit et réalisé par Paul Auster. Enfin, elle côtoie Marlon Brando, Donald Sutherland, Charlie Sheen et Thomas Haden Church pour la comédie Free Money, d'Yves Simoneau.
En 1999, elle se tourne vers des projets plus classiques : elle partage l'affiche de la comédie romantique Premier Regard avec Val Kilmer ; puis est dirigée par Spike Lee pour le thriller historique Summer of Sam.
Ces films sont cependant des échecs critiques et commerciaux[source secondaire nécessaire].

### Traversée du désert (années 2000-2010)

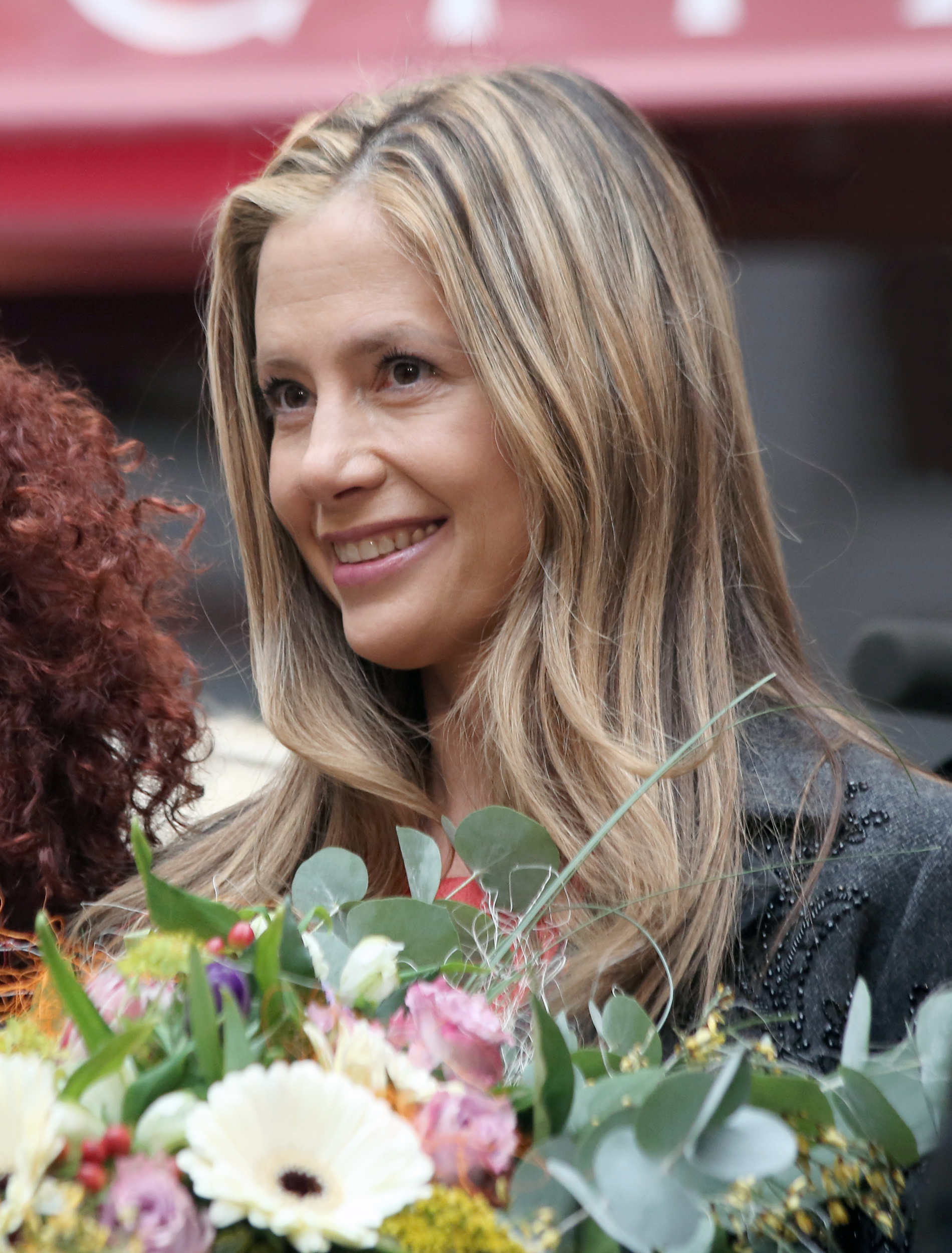
L'actrice à l'opéra de Vienne, en février 2013.

Les années 2000 sont ainsi marquées par des productions de seconde zone, loin des grands cinéastes et des acteurs de premier plan.
En 2003, elle refait surface médiatiquement à la télévision, dans un épisode de la populaire sitcom Will & Grace. Puis, après avoir accouché de son premier enfant, elle joue l'héroïne de la mini-série anglaise de 2005, Trafic d'innocence, secondée par Donald Sutherland et Robert Carlyle. Sa performance lui vaut un Golden Globe de la meilleure actrice. Elle est alors enceinte de son deuxième enfant.
Cependant, en 2006, elle seconde un acteur également en pleine traversée du désert, Stephen Dorff pour le téléfilm d'action Opération Hadès. Elle enchaîne bien avec un drame de Terry George, porté par un trio de stars - Joaquin Phoenix, Mark Ruffalo et Jennifer Connelly - mais le film fait un four. Elle enchaîne avec le premier rôle d'un drame indépendant, Like Dandelion Dust, mais malgré de bonnes critiques, le film passe inaperçu commercialement. La même année, elle apparaît dans un épisode de la série médicale à succès Dr House.
Après la naissance de son troisième enfant, en 2009, l'actrice reprend donc le tournage de séries B et de films sortant directement en vidéo.
C'est aux séries télévisées qu'elle doit de nouveau une certaine visibilité : en 2014, elle apparaît dans trois épisodes de la comédie policière Psych : Enquêteur malgré lui. Elle fait aussi partie du casting de la mini-série fantastique anglaise Intruders.
En 2015, elle apparaît dans quelques épisodes de la série de science-fiction Falling Skies et de l'éphémère série-thriller Stalker.
En 2023 elle participe à la 32e saison de la célèbre émission d'ABC et Disney+ Dancing with the stars.

## Vie privée

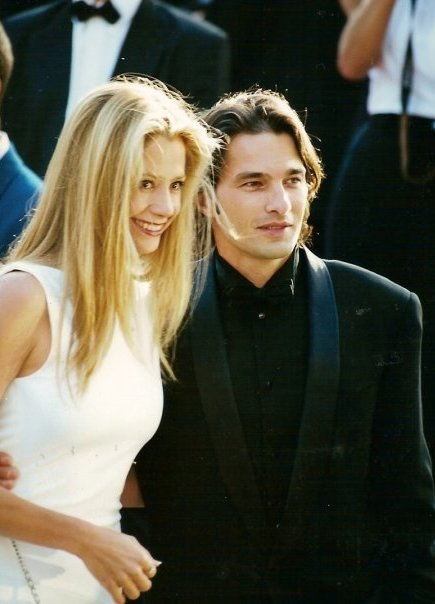
Aux côtés de l'acteur français Olivier Martinez, au festival de Cannes 2000.

Mira Sorvino a eu une relation avec Quentin Tarantino et Olivier Martinez avant d'épouser Christopher Backus lors d'une cérémonie civile à Santa Barbara (Californie) le 11 juin 2004 avec qui elle a 4 enfants, Mattea Angel, née le 3 novembre 2004, Johnny Christopher King, né le 29 mai 2006, Holden Paul Terry, né le 22 juin 2009 et Lucia, née le 3 mai 2012.
Membre de Amnesty International depuis 2004, elle est l'une des nombreuses vedettes de Hollywood à avoir demandé à l'Organisation des Nations unies d'intervenir au Darfour. Elle a passé une année d'études à Pékin pendant qu'elle fréquentait Harvard. Elle parle couramment le mandarin et s'exprime également en français. En 1996, elle a été choisie par le magazine People comme l'une des cinquante plus belles personnes du monde.
En souvenir de son rôle du docteur Susan Tyler dans le film Mimic, un entomologiste a donné le nom de mirasorvone à un composé chimique sécrété par certains coléoptères servant de mécanisme de défense,.
En juin 2018, elle révèle avoir été blacklistée après avoir refusé les avances du producteur Harvey Weinstein durant les années 1990. Le cinéaste Peter Jackson confirme dans la foulée de son témoignage avoir été contraint par la société de production Miramax de l'écarter du casting de la trilogie du Seigneur des anneaux, au prétexte qu'elle avait un comportement difficile sur le plateau.

## Filmographie

### En tant qu’actrice

#### Cinéma
- 1985 : The Stuff de Larry Cohen : une employée de l'usine (figurante)
- 1993 : New York cop - Mission infiltration (Nyûyôku u koppu) de Tôru Murakawa : Maria
- 1993 : Amongst Friends de Rob Weiss : Laura
- 1993 : The Obit Writer de Brian Cox (court-métrage)
- 1994 : The Dutch Master de Susan Seidelman : Teresa (court-métrage)
- 1994 : Barcelona de Whit Stillman : Marta Ferrer
- 1994 : Quiz Show de Robert Redford : Sandra Goodwin
- 1995 : Maudite Aphrodite (Mighty Aphrodite) de Woody Allen : Linda Ash
- 1995 : Brooklyn Boogie (Blue in the Face) de Paul Auster et Wayne Wang : la jeune demoiselle
- 1996 : Tales of Erotica de Susan Seidelman : Teresa (segment "The Dutch Master")
- 1996 : Beautiful Girls de Ted Demme : Sharon Cassidy
- 1996 : Tarantella de Helen De Michiel : Diane
- 1996 : Sweet Nothing de Gary Winick : Monika
- 1997 : Romy et Michelle, 10 ans après (Romy and Michele's High School Reunion) de David Mirkin : Romy White
- 1997 : Mimic de Guillermo Del Toro : Dr Susan Tyler
- 1998 : Un tueur pour cible (The Replacement Killers) d'Antoine Fuqua : Meg Coburn
- 1998 : Too Tired to Die de Wonsuk Chin : Death / Jean
- 1998 : Lulu on the Bridge de Paul Auster : Celia Burns
- 1998 : Free Money d'Yves Simoneau : Agent Karen Polarski
- 1998 : Welcome to Hollywood de Tony Markes et Adam Rifkin : elle-même
- 1999 : Premier Regard (At First Sight) d'Irwin Winkler : Amy Benic
- 1999 : Summer of Sam de Spike Lee : Dionna
- 2000 : Famous de Griffin Dunne : Mira Sorvino
- 2001 : Massive Attack: Eleven Promos de Jonathan Glazer (vidéo) : La femme fatale aux cheveux noirs
- 2001 : Le Triomphe de l'amour (The Triumph of Love) de Clare Peploe : La princesse / Phocion / Aspasie
- 2001 : The Grey Zone de Tim Blake Nelson : Dina
- 2002 : WiseGirls de David Anspaugh : Meg Kennedy
- 2002 : Semana santa de Pepe Danquart : Maria Delgado
- 2002 : Between Strangers d'Edoardo Ponti : Natalia Bauer
- 2003 : Gods and Generals de Ronald F. Maxwell : Fanny Chamberlain
- 2004 : Final Cut (The Final Cut) d'Omar Naïm : Delila
- 2007 : Reservation Road de Terry George : Ruth Wheldon
- 2008 : Attack on Leningrad d'Aleksandr Buravsky : Kate Davis
- 2009 : Like Dandelion Dust de Jon Gunn : Wendy Porter
- 2010 : Multiple Sarcasms de Brooks Branch : Cari
- 2010 : The Presence de Tom Provost : la femme
- 2011 : Angels Crest de Gaby Dellal : Angie
- 2011 : Union Square de Nancy Savoca : Lucy
- 2011 : Jeremy Fink and the Meaning of Life de Tamar Halpern : Elaine
- 2012 : The Trouble with Cali de Paul Sorvino : The Balletmaster
- 2012 : Smitty de David M. Evans : Amanda
- 2012 : Trade of Innocents de Christopher Bessette : Claire Becker
- 2013 : Theo de Ezna Sands : Monica
- 2014 : Perfect Sisters de Stanley M. Brooks : Linda / Perfect Mom
- 2014 : Quitters  de Noah Pritzker : May Rayman
- 2015 : Avez-vous la foi ? (Do You Believe?) de Jon Gunn : Samantha
- 2016 : The Red Maple Leaf (en) de Frank D'Angelo : Marianna Palermo
- 2016 : Suspicions de Declan Dale : Janine Cullen
- 2016 : Mothers and Daughters de Paul Duddridge, Nigel Levy : Georgina Scott
- 2017 : 6 Below: Miracle on the mountain de Scott Waugh : Susan LeMarque
- 2018 : Double mortel (Look Away) d'Assaf Bernstein : Amy
- 2019 : Stuber de Michael Dowse : Angie McHenry
- 2019 : Badland de Justin Lee : Sarah Cooke
- 2021 : Sound of Freedom d'Alejandro Monteverde : Katherine Ballard
- 2022 : Lamborghini (Lamborghini: The Man Behind the Legend) de Robert Moresco : Annita

#### Télévision

##### Téléfilms
- 1994 : The Second Greatest Story Ever Told de Ralph Glenn Howard et Katharina Otto-Bernstein : Mary Weinstein
- 1994 : Parallel Lives (en) de Linda Yellen : Matty Derosa
- 1996 : Jake's Women de Glenn Jordan : Julie
- 1996 : Norma Jean & Marilyn de Tim Fywell : Marilyn Monroe
- 2005 : Trafic d'innocence (Human Trafficking) de Mick Jackson : Rachel Russell
- 2012 : À la recherche de Madame Noël (Finding Mrs. Claus) de Mark Jean : Jessica Claus
- 2013 : Les Sauveurs de l'espace (Space Warriors) de Sean McNamara : Sally Hawkins
- 2013 : Trooper : Craig Gillespie : K.J. Flaxton
- 2016 : Égarement coupable (Indiscretion) de  John Stewart Muller : Veronica Simon
- 2016 : Un Noël mémorable (A Christmas to Remember) de David Weaver : Jennifer Wade/Maggie
- 2018 : L'Homme qui a brisé ma fille (No One Would Tell) de Gail Harvey : Juge Elizabeth Hanover

##### Séries télévisées
- 1991 : Haine et Passion : Julie Camalletti
- 1992 : Swans Crossing : Sophia Eva McCormick Decastro (11 épisodes)
- 1995 : The Buccaneers : Conchita Closson
- 2000 : The Great Gatsby : Daisy Buchanan
- 2003 : Will & Grace : Diane
- 2006 : Opération Hadès (Covert One: The Hades Factor) de Mick Jackson : Kate Morozov
- 2008 : Dr House : Dr. Cate Milton (saison 4, épisode 11 : Celle qui venait du froid)
- 2008 : Le Dernier Templier : Tess Chaykin
- 2013 : Gaffigan : Jeannie Gaffigan
- 2014 : Psych : Enquêteur malgré lui (Psych) : Betsy Brannigan (3 épisodes)
- 2014-2015 : Falling Skies : Sara  (9 épisodes)
- 2014 : Intruders : Amy Whelan
- 2015 : Stalker : Vicki Gregg (4 épisodes)
- 2017 : StartUp : Rebecca Stroud (10 épisodes)
- 2018-présent : Spy Kids : Mission critique (Spy Kids: Mission Critical) (série télévisée d'animation) : Ingrid Cortez (voix, 7 épisodes)
- 2018: Condor : Marty Frost (10 épisodes)
- 2018 : Modern Family : Nicole Rosemary Page (4 épisodes)
- 2020 : Hollywood : Jeanne Crandall (5 épisodes)
- 2021 : American Crime Story : Marcia (6 épisodes)
- 2022 : Shining Vale : Rosemary

### En tant que productrice
- 1993 : Amongst Friends
- 2000 : Famous

## Distinctions

### Récompenses
- National Board of Review Awards 1995 : Meilleure actrice dans un second rôle pour Maudite Aphrodite.
- 61e cérémonie des New York Film Critics Circle Awards 1996 : Meilleure actrice dans un second rôle pour Maudite Aphrodite.
- 2e cérémonie des Chlotrudis Awards 1996 : Meilleure actrice dans un second rôle pour Maudite Aphrodite.
- 1re cérémonie des Critics' Choice Movie Awards 1996 : Meilleure actrice dans un second rôle pour Maudite Aphrodite.
- 1996 : Dallas-Fort Worth Film Critics Association Awards de la meilleure actrice dans un second rôle pour Maudite Aphrodite.
- 53e cérémonie des Golden Globes 1996 : Meilleure actrice dans un second rôle pour Maudite Aphrodite.
- 68e cérémonie des Oscars 1996 : Meilleure actrice dans un second rôle pour Maudite Aphrodite.
- 1996 : Southeastern Film Critics Association Awards de la meilleure actrice dans un second rôle pour Maudite Aphrodite.
- Festival du film de Taormine 2004 : Lauréate du Prix Taormina Arte.
- 2009 : New York VisionFest de la meilleure actrice pour Like Dandelion Dust.
- 2009 : Festival international du film de San Diego de la meilleure actrice pour Like Dandelion Dust.
- 2009 : Sonoma Valley Film Festival de la meilleure actrice pour Like Dandelion Dust.
- Festival international du film d'Oldenbourg 2012 : Lauréate du Prix Walk of fame de la star par excellence.
- Festival du film de Giffoni 2013 : Lauréate du Prix Giffoni.
- 2016 : Action on Film International Film Festival de la meilleure distribution pour The Red Maple Leaf (en) partagée avec Frank D'Angelo (Producteur), James Caan, Robert Loggia, Martin Landau, Michael Paré, Paul Sorvino, Kris Kristofferson, Marina Anderson, Armand Assante, Daniel Baldwin, Marc Blucas, Alex Caan, Rain Clews-Fehr, Ellen Dubin, Laurie Fortier, Addison Holley, Margot Kidder, Robert Mangiardi, Tony Nardi, Doris Roberts, Eric Roberts et Romy Weltman.

### Nominations
- 1995 : Awards Circuit Community Awards de la meilleure actrice dans un second rôle pour Maudite Aphrodite.
- Los Angeles Film Critics Association Awards 1995 : Meilleure actrice dans un second rôle pour Maudite Aphrodite.
- 49e cérémonie des British Academy Film Awards 1996 : Meilleure actrice dans un second rôle pour Maudite Aphrodite].
- 8e cérémonie des Chicago Film Critics Association Awards 1996 : Meilleure actrice dans un second rôle pour Maudite Aphrodite.
- 1996 : National Society of Film Critics Awards de la meilleure actrice dans un second rôle pour Maudite Aphrodite.
- Primetime Emmy Awards 1996 : Meilleure actrice dans une mini-série ou un téléfilm pour Norma Jean & Marilyn.
- 2e cérémonie des Screen Actors Guild Awards 1996 : Meilleure actrice dans un second rôle pour Maudite Aphrodite.
- 54e cérémonie des Golden Globes 1997 : Meilleure actrice dans une mini-série ou un téléfilm pour Norma Jean & Marilyn.
- 1998 : MTV Movie + TV Awards de la meilleure séquence de danse pour Romy et Michelle, 10 ans après partagée avec Lisa Kudrow et Alan Cumming.
- 24e cérémonie des Saturn Awards 1998 : Meilleure actrice pour Mimic.
- 1998 : The Stinkers Bad Movie Awards du pire couple à l'écran pour Un tueur pour cible partagée avec Chow Yun-Fat.
- 63e cérémonie des Golden Globes 2006 : Meilleur acteur dans une mini-série ou un téléfilm pour Human Trafficking.
- 2008 : Golden Eagle Awards de la meilleure actrice pour Attack on Leningrad.
- 2013 : Milano International Film Festival Awards de la meilleure actrice pour Trade of Innocents.
- 2016 : 20/20 Awards de la meilleure actrice dans un second rôle pour Maudite Aphrodite.
- 2016 : Action on Film International Film Festival de la meilleure actrice dans un second rôle pour The Red Maple Leaf (en) (2016).
- 2017 : Hoboken International Film Festival de la meilleure actrice dans un second rôle pour The Red Maple Leaf (en) (2016).
- 2022 : Women's Image Network Awards du meilleur acteur pour Shining Vale.
- 43e cérémonie des Razzie Awards 2023 : Pire actrice dans un second rôle pour Lamborghini.

## Voix francophones
En France, Danièle Douet et Déborah Perret sont les voix régulières en alternance de Mira Sorvino.
Au Québec, Hélène Mondoux est la voix la plus régulière de l'actrice.